# Osiek (gromada w powiecie oławskim)
Osiek – dawna gromada, czyli najmniejsza jednostka podziału terytorialnego Polskiej Rzeczypospolitej Ludowej w latach 1954–1972.
Gromady, z gromadzkimi radami narodowymi (GRN) jako organami władzy najniższego stopnia na wsi, funkcjonowały od reformy reorganizującej administrację wiejską przeprowadzonej jesienią 1954 do momentu ich zniesienia z dniem 1 stycznia 1973, tym samym wypierając organizację gminną w latach 1954–1972.
Gromadę Osiek z siedzibą GRN w Osieku utworzono – jako jedną z 8759 gromad na obszarze Polski – w powiecie oławskim w woj. wrocławskim, na mocy uchwały nr 24/54 WRN we Wrocławiu z dnia 2 października 1954. W skład jednostki weszły obszary dotychczasowych gromad Osiek, Chwalibożyce i Jankowice Małe ze zniesionej gminy Godzikowice oraz Niemil ze zniesionej gminy Oleśnica Mała w tymże powiecie. Dla gromady ustalono 16 członków gromadzkiej rady narodowej.
1 stycznia 1960 gromadę zniesiono, a jej obszar włączono do gromady Godzikowice, oprócz wsi Niemil, którą włączono do nowo utworzonej gromady Częstocice – w tymże powiecie.